# Аренга (рід)
Аре́нга (Myophonus) — рід горобцеподібних птахів родини мухоловкових (Muscicapidae). Представники цього роду мешкають в Азії. Раніше їх відносили до родини дроздових (Turdidae), однак за результатами двох молекулярно-генетичних досліджень, опублікованих в 2010 році, аренги були віднесені до мухоловкових.

## Опис
Аренги є одними з найбільших представників родини мухоловкових. Вони досягають довжини 19-35 см і ваги 87–231 г, їхне забарвлення переважно темно-синє. Вони мають міцні, гачкуваті дзьоби, пристосовані до живлення равликами, яких аренги розколюють об каміння. Аренги гніздяться в розщелинах скель та серед каміння біля води. Гнізда чашоподібні, зроблені з моху і гілочок і встелені корінцями та листям. В кладці 3-4 видовжені, сіруваті яйця. поцятковані темними плямками.

## Види
Виділяють дев'ять видів:
- Аренга цейлонська (Myophonus blighi)
- Аренга суматранська (Myophonus melanurus)
- Аренга яванська (Myophonus glaucinus)[7]
- Аренга борнейська (Myophonus borneensis)[7]
- Аренга каштанова (Myophonus castaneus)[7]
- Аренга малазійська (Myophonus robinsoni)
- Аренга малабарська (Myophonus horsfieldii)
- Аренга тайванська (Myophonus insularis)
- Аренга велика (Myophonus caeruleus)

## Етимологія
Наукова назва роду Myophonus походить від сполучення слів дав.-гр. μυις — муха і φονευς — вбивця.